# 本町西 (さいたま市)
本町西（ほんまちにし）は、埼玉県さいたま市中央区の町丁。現行行政地名は本町西一丁目から本町西六丁目。住居表示実施地区。郵便番号は338-0004。

## 地理
埼玉県さいたま市中央区（旧与野市）の中央に位置する。南から北にかけて一丁目から六丁目に分かれている。国道17号と新大宮バイパスが西側の境界を通り、東側の境界には埼玉県道165号大谷本郷さいたま線の本町通りが走る。イオン与野ショッピングセンターや与野公園が位置する。南部は与野本町駅が徒歩圏内にあるが、北部はバス路線によって大宮駅のほうが近い場合もある。

### 地価
住宅地の地価は、2015年（平成27年）1月1日時点の公示地価によれば、本町西4-16-21の地点で18万2000円/m2となっている。

## 歴史
- 江戸期より存在した旧与野町域と小村田村の西側が、現在の本町西である。
- 1889年（明治22年）4月1日：町村制施行に伴い、北足立郡与野町・小村田村・下落合村・上落合村・中里村・大戸村・鈴谷村・上峰村・八王子村・円阿弥村が合併し与野町となる[5]。旧与野町域は大字与野、小村田村は大字小村田となる[6]。
- 1940年（昭和15年）：大字小村田の一部が三橋村へ編入される[6]。
- 1947年（昭和22年）8月30日：大字小村田が大字与野に編入される。大字与野の小字小村田となる[6]。
- 1958年（昭和33年）7月15日：与野町が市制を施行[7]。与野市大字与野となる。
- 1981年（昭和56年）10月1日：住居表示実施により、大字与野の一部から桜丘が成立[8]。
- 1982年（昭和57年）10月1日：住居表示実施により、大字与野・大字八王子・大字円阿弥の各一部[9]から本町西一丁目 - 六丁目が成立[8]。
- 1984年（昭和59年）2月1日：住居表示実施により、大字与野の一部（本町通り以東）から本町東一丁目 - 七丁目が成立[8]。
- 1987年（昭和62年）10月1日：住居表示実施により、大字与野の残部が下落合の一部となる。大字与野は消滅[8]。
- 2001年（平成13年）5月1日：浦和市・大宮市・与野市が合併し、さいたま市が発足。同市の町丁となる。
- 2003年（平成15年）4月1日：さいたま市が政令指定都市に移行し、同市中央区の町丁となる。

## 世帯数と人口
2017年（平成29年）9月1日時点の世帯数と人口は、以下のとおりである。
| 丁目         | 世帯数    | 人口    |
| ------------ | --------- | ------- |
| 本町西一丁目 | 600世帯   | 1,242人 |
| 本町西二丁目 | 442世帯   | 943人   |
| 本町西三丁目 | 791世帯   | 1,746人 |
| 本町西四丁目 | 610世帯   | 1,400人 |
| 本町西五丁目 | 495世帯   | 1,402人 |
| 本町西六丁目 | 145世帯   | 330人   |
| 計           | 3,083世帯 | 7,063人 |

## 小・中学校の学区
市立小・中学校に通う場合、学区（校区）は以下のとおりとなる。
| 丁目         | 区域                                                                                   | 小学校                     | 中学校                   |
| ------------ | -------------------------------------------------------------------------------------- | -------------------------- | ------------------------ |
| 本町西一丁目 | 全域                                                                                   | さいたま市立与野本町小学校 | さいたま市立与野西中学校 |
| 本町西二丁目 | 全域                                                                                   | さいたま市立与野本町小学校 | さいたま市立与野西中学校 |
| 本町西三丁目 | 1番5 - 9・11・30 - 32号 2番1 - 4・6・22・23号 3番4・24号 4番1 - 6・9・28・29号         | さいたま市立与野本町小学校 | さいたま市立与野西中学校 |
| 本町西三丁目 | 1番1 - 4・10・12 - 29号 2番5・7 - 21号 3番1 - 3・5 - 23号 4番7 - 8・10 - 27号 5 - 16番 | さいたま市立与野八幡小学校 | さいたま市立与野西中学校 |
| 本町西四丁目 | 全域                                                                                   | さいたま市立与野八幡小学校 | さいたま市立与野西中学校 |
| 本町西五丁目 | 全域                                                                                   | さいたま市立与野八幡小学校 | さいたま市立与野西中学校 |
| 本町西六丁目 | 全域                                                                                   | さいたま市立与野八幡小学校 | さいたま市立与野西中学校 |

## 交通

### 鉄道
地内に鉄道路線は通っていない。最寄り駅は地点によって異なり、東日本旅客鉄道（JR東日本）埼京線の与野本町駅、または同北与野駅である。

### 道路
- 首都高速埼玉大宮線
- 首都高速埼玉新都心線
- 国道17号（新大宮バイパス）
- 埼玉県道165号大谷本郷さいたま線（本町通り）
- 埼玉県道215号宗岡さいたま線（八幡通り）
- 埼玉県道56号さいたまふじみ野所沢線
- 白鍬通り[11]
- 赤山通り

## 施設
本町西一丁目
- 与野公園
  - 天祖神社
- 真言宗智山派円乗院

本町西二丁目
- 埼玉県立与野高等学校
- 御嶽神社
- 八雲神社
- ひなどり保育園
- 埼玉縣信用金庫与野支店
- 自治会館[11]

本町西三丁目
- 市営上町住宅

本町西四丁目
- 東京電力埼玉総支社
- 浄土宗正円寺

本町西五丁目
- イオンモール与野
- 出雲稲荷神社

本町西六丁目
- さいたま市学校給食センター